# 266 Aline
266 Aline è un asteroide della fascia principale del diametro medio di circa 109,09 km. Scoperto nel 1887, presenta un'orbita caratterizzata da un semiasse maggiore pari a 2,8042525 UA e da un'eccentricità di 0,1573873, inclinata di 13,39040° rispetto all'eclittica.
L'asteroide fu probabilmente dedicato a Linda ("Aline") Weiss, figlia del direttore dell'Osservatorio di Vienna Edmund Weiss.